# Blas Pérez
Blas Antonio Miguel Pérez Ortega, conosciuto solo come Blas Pérez (Panama, 13 marzo 1981), è un ex calciatore panamense, di ruolo attaccante.

## Carriera

### Club

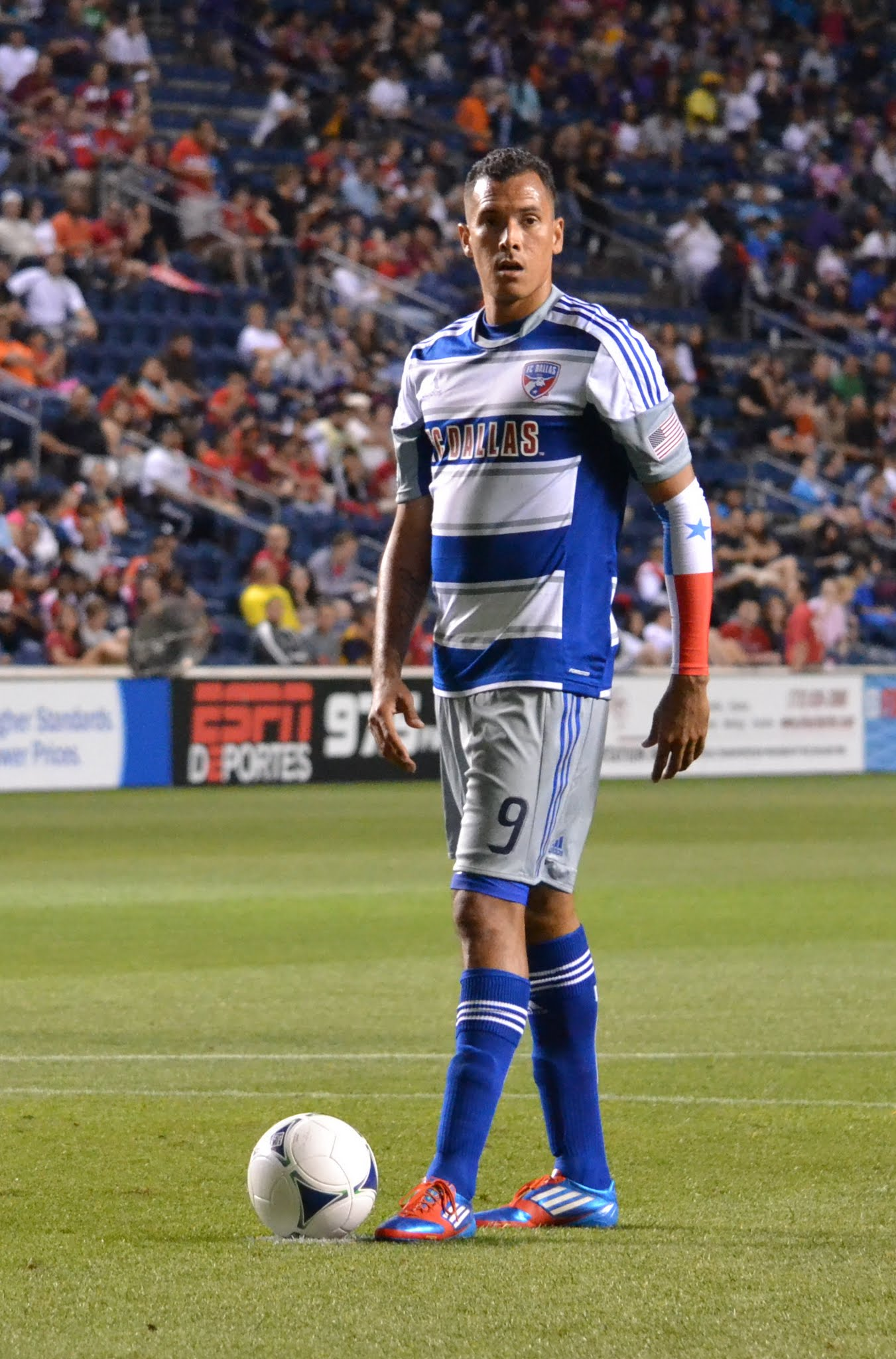
Pérez con la maglia del nel 2012

Inizia a giocare nel Panamá Viejo nel 2000, per poi trasferirsi al Árabe Unido l'anno seguente. Nel 2003 è all'Envigado, mentre nel 2004 è acquistato dai Centauros. Nel 2005-2006 gioca con il Deportivo Cali e nella stagione successiva con il Cúcuta Deportivo.
Si afferma sul palcoscenico calcistico internazionale nel 2007, proprio con la maglia del Cúcuta Deportivo. Dopo aver vinto con la compagine colombiana il campionato colombiano di massima serie nel 2006, esordisce, come l'intera compagine, in Coppa Libertadores, raggiungendo le semifinali dell'edizione 2007, torneo in cui realizza 8 gol piazzandosi secondo nella classifica dei marcatori. Il 29 maggio 2007 l'Hércules, club della Segunda División spagnola, lo acquista in comproprietà.
Nel gennaio 2008 si trasferisce in Messico, ai Tigres UANL, e pochi mesi dopo al Pachuca in prestito.
Dopo le ottime prestazioni con la nazionale nella CONCACAF Gold Cup 2009 è prelevato, sempre con la formula del prestito, dall'Al-Wasl di Dubai, su suggerimento dell'allenatore Alexandre Guimarães. Nel gennaio 2010 torna in Messico, al San Luis, con cui gioca 17 partite nel Torneo Bicentenario e due nell'edizione 2010 della Coppa Libertadores. Milita in seguito in due altre formazioni messicane, il León, nelle cui file realizza ben 19 reti in 28 presenze, e, per la seconda metà della stagione 2011, l'Indios, sempre in prestito.
Il 3 gennaio 2012 è ingaggiato dal FC Dallas, club della Major League Soccer che lo preleva a titolo definitivo. Con il club statunitense mette a segno 37 reti in 103 presenze.
Trasferitosi al Vancouver Whitecaps, in Canada, il 16 febbraio 2016 in uno scambio con Mauro Rosales (approdato al Dallas), Pérez vi milita fino al 31 gennaio 2017, quando torna in patria per vestire la maglia dell'Árabe Unido, con cui disputa due sole partite, mettendo a segno due gol. Nel febbraio 2017 si trasferisce al Blooming, in Bolivia. Qualche mese dopo si sposta in Guatemala, al CSD Municipal.
Nel maggio 2018 annuncia la decisione di ritirarsi dall'attività agonistica nel dicembre seguente vestendo la maglia dell'Árabe Unido.

### Nazionale
Con la nazionale del suo paese ha esordito nel 2000 in una partita contro il Guatemala. Ha partecipato a varie edizioni della CONCACAF Gold Cup tra cui quella del 2007, dove è stato il capocannoniere della sua squadra con tre gol segnati.
È stato convocato per la Copa América Centenario del 2016. Nella gara di esordio, Panama batte 2-1 la Bolivia ottenendo così la vittoria all'esordio nella competizione, lui realizza la doppietta decisiva.
È stato incluso tra i convocati di Panama per il campionato del mondo 2018, in cui gioca 2 delle 3 partite della squadra eliminata al primo turno con zero punti. Al termine della manifestazione, come già annunciato a maggio, lascia la nazionale.
Insieme a Luis Tejada è il miglior marcatore nella storia della selezione panamense, con 43 gol segnati.

## Statistiche

### Cronologia presenze e reti in nazionale
| Cronologia completa delle presenze e delle reti in nazionale ― Panama | Cronologia completa delle presenze e delle reti in nazionale ― Panama | Cronologia completa delle presenze e delle reti in nazionale ― Panama | Cronologia completa delle presenze e delle reti in nazionale ― Panama | Cronologia completa delle presenze e delle reti in nazionale ― Panama | Cronologia completa delle presenze e delle reti in nazionale ― Panama | Cronologia completa delle presenze e delle reti in nazionale ― Panama | Cronologia completa delle presenze e delle reti in nazionale ― Panama |
| Data                                                                  | Città                                                                 | In casa                                                               | Risultato                                                             | Ospiti                                                                | Competizione                                                          | Reti                                                                  | Note                                                                  |
| --------------------------------------------------------------------- | --------------------------------------------------------------------- | --------------------------------------------------------------------- | --------------------------------------------------------------------- | --------------------------------------------------------------------- | --------------------------------------------------------------------- | --------------------------------------------------------------------- | --------------------------------------------------------------------- |
| 14-3-2001                                                             | Panama                                                                | Panama                                                                | 1 – 0                                                                 | El Salvador                                                           | Amichevole                                                            | -                                                                     |                                                                       |
| 24-4-2001                                                             | Panama                                                                | Panama                                                                | 2 – 0                                                                 | Cuba                                                                  | Amichevole                                                            | 1                                                                     |                                                                       |
| 25-5-2001                                                             | Tegucigalpa                                                           | Panama                                                                | 1 – 2                                                                 | El Salvador                                                           | Coppa delle nazioni UNCAF 2001                                        | -                                                                     | 79’                                                                   |
| 1-6-2001                                                              | Panama                                                                | Panama                                                                | 1 – 1                                                                 | El Salvador                                                           | Coppa delle nazioni UNCAF 2001                                        | -                                                                     | 76’                                                                   |
| 3-6-2001                                                              | San José                                                              | Panama                                                                | 3 – 1                                                                 | Guatemala                                                             | Coppa delle nazioni UNCAF 2001                                        | -                                                                     | 83’                                                                   |
| 10-6-2001                                                             | La Chorrera                                                           | Panama                                                                | 0 – 0                                                                 | Trinidad e Tobago                                                     | Amichevole                                                            | -                                                                     |                                                                       |
| 27-6-2003                                                             | Panama                                                                | Panama                                                                | 2 – 0                                                                 | Cuba                                                                  | Amichevole                                                            | -                                                                     | 76’                                                                   |
| 20-8-2003                                                             | Panama                                                                | Panama                                                                | 1 – 2                                                                 | Paraguay                                                              | Amichevole                                                            | -                                                                     | 46’                                                                   |
| 17-11-2004                                                            | Panama                                                                | Panama                                                                | 3 – 0                                                                 | El Salvador                                                           | Qual. Mondiali 2006                                                   | -                                                                     | 74’                                                                   |
| 18-12-2004                                                            | Teheran                                                               | Iran                                                                  | 1 – 0                                                                 | Panama                                                                | Amichevole                                                            | -                                                                     | 72’                                                                   |
| 9-2-2005                                                              | Panama                                                                | Panama                                                                | 0 – 0                                                                 | Guatemala                                                             | Qual. Mondiali 2006                                                   | -                                                                     | 72’                                                                   |
| 19-2-2005                                                             | Città del Guatemala                                                   | El Salvador                                                           | 0 – 1                                                                 | Panama                                                                | Coppa delle nazioni UNCAF 2005                                        | -                                                                     |                                                                       |
| 16-8-2006                                                             | Lima                                                                  | Perù                                                                  | 0 – 2                                                                 | Panama                                                                | Amichevole                                                            | -                                                                     | 46’                                                                   |
| 6-9-2006                                                              | Città del Guatemala                                                   | Guatemala                                                             | 1 – 2                                                                 | Panama                                                                | Amichevole                                                            | 1                                                                     | 66’                                                                   |
| 11-10-2006                                                            | Port of Spain                                                         | Trinidad e Tobago                                                     | 2 – 1                                                                 | Panama                                                                | Amichevole                                                            | -                                                                     |                                                                       |
| 24-3-2007                                                             | Miami                                                                 | Haiti                                                                 | 3 – 0                                                                 | Panama                                                                | Amichevole                                                            | -                                                                     |                                                                       |
| 26-3-2007                                                             | Kingston                                                              | Giamaica                                                              | 1 – 1                                                                 | Panama                                                                | Amichevole                                                            | -                                                                     | 46’                                                                   |
| 8-6-2007                                                              | East Rutherford                                                       | Panama                                                                | 3 – 2                                                                 | Honduras                                                              | Gold Cup 2007 - 1º turno                                              | 1                                                                     |                                                                       |
| 10-6-2007                                                             | East Rutherford                                                       | Panama                                                                | 2 – 2                                                                 | Cuba                                                                  | Gold Cup 2007 - 1º turno                                              | 1                                                                     |                                                                       |
| 13-6-2007                                                             | Houston                                                               | Messico                                                               | 1 – 0                                                                 | Panama                                                                | Gold Cup 2007 - 1º turno                                              | -                                                                     | 22’                                                                   |
| 16-6-2007                                                             | Foxborough                                                            | Stati Uniti                                                           | 2 – 1                                                                 | Panama                                                                | Gold Cup 2007 - Quarti                                                | 1                                                                     | 22’                                                                   |
| 9-9-2007                                                              | Houston                                                               | Messico                                                               | 1 – 0                                                                 | Panama                                                                | Amichevole                                                            | -                                                                     |                                                                       |
| 12-9-2007                                                             | Puerto La Cruz                                                        | Venezuela                                                             | 1 – 1                                                                 | Panama                                                                | Amichevole                                                            | -                                                                     | 90’                                                                   |
| 21-11-2007                                                            | Panama                                                                | Panama                                                                | 1 – 1                                                                 | Costa Rica                                                            | Amichevole                                                            | -                                                                     |                                                                       |
| 1-6-2008                                                              | Fort Lauderdale                                                       | Guatemala                                                             | 0 – 1                                                                 | Panama                                                                | Amichevole                                                            | -                                                                     | 63’                                                                   |
| 4-6-2008                                                              | Fort Lauderdale                                                       | Canada                                                                | 2 – 2                                                                 | Panama                                                                | Amichevole                                                            | -                                                                     |                                                                       |
| 7-6-2008                                                              | Valparaíso                                                            | Cile                                                                  | 0 – 0                                                                 | Panama                                                                | Amichevole                                                            | -                                                                     | 88’                                                                   |
| 14-6-2008                                                             | Panama                                                                | Panama                                                                | 1 – 0                                                                 | El Salvador                                                           | Qual. Mondiali 2010                                                   | -                                                                     |                                                                       |
| 22-6-2008                                                             | San Salvador                                                          | El Salvador                                                           | 3 – 1                                                                 | Panama                                                                | Qual. Mondiali 2010                                                   | -                                                                     |                                                                       |
| 31-3-2009                                                             | La Chorrera                                                           | Panama                                                                | 4 – 0                                                                 | Haiti                                                                 | Amichevole                                                            | 3                                                                     |                                                                       |
| 7-6-2009                                                              | Kingston                                                              | Giamaica                                                              | 3 – 2                                                                 | Panama                                                                | Amichevole                                                            | 1                                                                     | 46’                                                                   |
| 28-6-2009                                                             | Cary                                                                  | Honduras                                                              | 2 – 0                                                                 | Panama                                                                | Amichevole                                                            | -                                                                     |                                                                       |
| 5-7-2009                                                              | Oakland                                                               | Panama                                                                | 1 – 2                                                                 | Guadalupa                                                             | Gold Cup 2009 - 1º turno                                              | -                                                                     |                                                                       |
| 9-7-2009                                                              | Houston                                                               | Messico                                                               | 1 – 1                                                                 | Panama                                                                | Gold Cup 2009 - 1º turno                                              | 1                                                                     |                                                                       |
| 12-7-2009                                                             | Seattle                                                               | Panama                                                                | 4 – 0                                                                 | Nicaragua                                                             | Gold Cup 2009 - 1º turno                                              | 1                                                                     | 65’                                                                   |
| 18-7-2009                                                             | Filadelfia                                                            | Stati Uniti                                                           | 2 – 1 dts                                                             | Panama                                                                | Gold Cup 2009 - Quarti                                                | 1                                                                     | 25’                                                                   |
| 3-3-2010                                                              | Barquisimeto                                                          | Venezuela                                                             | 1 – 2                                                                 | Panama                                                                | Amichevole                                                            | 1                                                                     | 90+2’                                                                 |
| 11-8-2010                                                             | Panama                                                                | Panama                                                                | 3 – 1                                                                 | Venezuela                                                             | Amichevole                                                            | 1                                                                     |                                                                       |
| 4-9-2010                                                              | Panama                                                                | Panama                                                                | 2 – 2                                                                 | Costa Rica                                                            | Amichevole                                                            | -                                                                     | 15’ 85’                                                               |
| 9-10-2010                                                             | Panama                                                                | Panama                                                                | 1 – 0                                                                 | El Salvador                                                           | Amichevole                                                            | 1                                                                     | 66’                                                                   |
| 13-10-2010                                                            | Panama                                                                | Panama                                                                | 1 – 0                                                                 | Perù                                                                  | Amichevole                                                            | -                                                                     | 78’                                                                   |
| 17-1-2011                                                             | Panama                                                                | Panama                                                                | 2 – 0                                                                 | El Salvador                                                           | Coppa centroamericana 2011 - 1º turno                                 | -                                                                     | 68’                                                                   |
| 21-1-2011                                                             | Panama                                                                | Panama                                                                | 1 – 1 dts (2-4 dtr)                                                   | Costa Rica                                                            | Coppa centroamericana 2011                                            | 1                                                                     | 38’                                                                   |
| 23-1-2011                                                             | Panama                                                                | Panama                                                                | 0 – 0 dts (5-4 dtr)                                                   | El Salvador                                                           | Coppa centroamericana 2011                                            | -                                                                     | 83’                                                                   |
| 8-2-2011                                                              | Moquegua                                                              | Perù                                                                  | 1 – 0                                                                 | Panama                                                                | Amichevole                                                            | -                                                                     |                                                                       |
| 25-3-2011                                                             | Panama                                                                | Panama                                                                | 2 – 0                                                                 | Bolivia                                                               | Amichevole                                                            | -                                                                     | 77’                                                                   |
| 29-3-2011                                                             | L'Avana                                                               | Cuba                                                                  | 0 – 2                                                                 | Panama                                                                | Amichevole                                                            | -                                                                     | 63’                                                                   |
| 29-5-2011                                                             | Panama                                                                | Panama                                                                | 2 – 0                                                                 | Grenada                                                               | Amichevole                                                            | -                                                                     | 46’                                                                   |
| 8-6-2011                                                              | Detroit                                                               | Panama                                                                | 3 – 2                                                                 | Guadalupa                                                             | Gold Cup 2011 - 1º turno                                              | 1                                                                     |                                                                       |
| 12-6-2011                                                             | Houston                                                               | Stati Uniti                                                           | 1 – 2                                                                 | Panama                                                                | Gold Cup 2011 - 1º turno                                              | -                                                                     |                                                                       |
| 15-6-2011                                                             | Kansas City                                                           | Canada                                                                | 1 – 1                                                                 | Panama                                                                | Gold Cup 2011 - 1º turno                                              | -                                                                     | 62’                                                                   |
| 20-6-2011                                                             | Panama                                                                | Panama                                                                | 1 – 1 dts (5-3 dtr)                                                   | El Salvador                                                           | Gold Cup 2011 - Quarti                                                | -                                                                     | 90+1’                                                                 |
| 11-8-2011                                                             | Santa Cruz de la Sierra                                               | Bolivia                                                               | 1 – 3                                                                 | Panama                                                                | Amichevole                                                            | -                                                                     | 43’                                                                   |
| 3-9-2011                                                              | Panama                                                                | Panama                                                                | 0 – 2                                                                 | Paraguay                                                              | Amichevole                                                            | -                                                                     | 6’ 78’                                                                |
| 7-9-2011                                                              | Managua                                                               | Nicaragua                                                             | 1 – 2                                                                 | Panama                                                                | Qual. Mondiali 2014                                                   | 1                                                                     |                                                                       |
| 8-10-2011                                                             | Roseau                                                                | Dominica                                                              | 0 – 5                                                                 | Panama                                                                | Qual. Mondiali 2014                                                   | 1                                                                     | 54’                                                                   |
| 12-10-2011                                                            | Panama                                                                | Panama                                                                | 5 – 1                                                                 | Nicaragua                                                             | Qual. Mondiali 2014                                                   | 3                                                                     |                                                                       |
| 12-11-2011                                                            | Panama                                                                | Panama                                                                | 2 – 0                                                                 | Costa Rica                                                            | Amichevole                                                            | 1                                                                     |                                                                       |
| 16-11-2011                                                            | Panama                                                                | Panama                                                                | 3 – 0                                                                 | Dominica                                                              | Qual. Mondiali 2014                                                   | 1                                                                     | 75’                                                                   |
| 25-1-2012                                                             | Panama                                                                | Panama                                                                | 0 – 1                                                                 | Stati Uniti                                                           | Amichevole                                                            | -                                                                     |                                                                       |
| 1-6-2012                                                              | Panama                                                                | Panama                                                                | 2 – 1                                                                 | Giamaica                                                              | Amichevole                                                            | 1                                                                     | 86’                                                                   |
| 8-6-2012                                                              | San Pedro Sula                                                        | Honduras                                                              | 0 – 2                                                                 | Panama                                                                | Qual. Mondiali 2014                                                   | 2                                                                     |                                                                       |
| 12-6-2012                                                             | Panama                                                                | Panama                                                                | 1 – 0                                                                 | Cuba                                                                  | Qual. Mondiali 2014                                                   | -                                                                     | 46’                                                                   |
| 7-9-2012                                                              | Toronto                                                               | Canada                                                                | 1 – 0                                                                 | Panama                                                                | Qual. Mondiali 2014                                                   | -                                                                     |                                                                       |
| 12-9-2012                                                             | Panama                                                                | Panama                                                                | 2 – 0                                                                 | Canada                                                                | Qual. Mondiali 2014                                                   | 1                                                                     |                                                                       |
| 13-10-2012                                                            | Panama                                                                | Panama                                                                | 0 – 0                                                                 | Honduras                                                              | Qual. Mondiali 2014                                                   | -                                                                     | 22’                                                                   |
| 17-10-2012                                                            | L'Avana                                                               | Cuba                                                                  | 1 – 1                                                                 | Panama                                                                | Qual. Mondiali 2014                                                   | -                                                                     |                                                                       |
| 14-11-2012                                                            | Panama                                                                | Panama                                                                | 1 – 5                                                                 | Spagna                                                                | Amichevole                                                            | -                                                                     | 56’                                                                   |
| 11-1-2013                                                             | Panama                                                                | Panama                                                                | 3 – 0                                                                 | Guatemala                                                             | Amichevole                                                            | -                                                                     | 72’                                                                   |
| 13-1-2013                                                             | Panama                                                                | Panama                                                                | 2 – 0                                                                 | Guatemala                                                             | Amichevole                                                            | 1                                                                     |                                                                       |
| 20-1-2013                                                             | San José                                                              | Panama                                                                | 0 – 0                                                                 | El Salvador                                                           | Coppa centroamericana 2013                                            | -                                                                     |                                                                       |
| 22-1-2013                                                             | San José                                                              | Panama                                                                | 1 – 1                                                                 | Honduras                                                              | Coppa centroamericana 2013                                            | -                                                                     |                                                                       |
| 25-1-2013                                                             | San José                                                              | Panama                                                                | 3 – 1                                                                 | Guatemala                                                             | Coppa centroamericana 2013                                            | 1                                                                     | 83’                                                                   |
| 7-2-2013                                                              | Panama                                                                | Panama                                                                | 2 – 2                                                                 | Costa Rica                                                            | Qual. Mondiali 2014                                                   | -                                                                     |                                                                       |
| 23-3-2013                                                             | Kingston                                                              | Giamaica                                                              | 1 – 1                                                                 | Panama                                                                | Amichevole                                                            | -                                                                     |                                                                       |
| 27-3-2013                                                             | Panama                                                                | Panama                                                                | 2 – 0                                                                 | Honduras                                                              | Qual. Mondiali 2014                                                   | 1                                                                     |                                                                       |
| 7-6-2013                                                              | Panama                                                                | Panama                                                                | 0 – 0                                                                 | Messico                                                               | Qual. Mondiali 2014                                                   | -                                                                     | 71’                                                                   |
| 18-6-2013                                                             | San José                                                              | Costa Rica                                                            | 2 – 0                                                                 | Panama                                                                | Qual. Mondiali 2014                                                   | -                                                                     | 15’ 69’                                                               |
| 11-7-2013                                                             | Seattle                                                               | Panama                                                                | 1 – 0                                                                 | Martinica                                                             | Gold Cup 2013 - 1º Turno                                              | -                                                                     | 65’                                                                   |
| 14-7-2013                                                             | Denver                                                                | Panama                                                                | 0 – 0                                                                 | Canada                                                                | Gold Cup 2013 - 1º Turno                                              | -                                                                     |                                                                       |
| 20-7-2013                                                             | Atlanta                                                               | Panama                                                                | 6 – 1                                                                 | Cuba                                                                  | Gold Cup 2013 - Quarti                                                | 2                                                                     |                                                                       |
| 24-7-2013                                                             | Arlington                                                             | Panama                                                                | 2 – 1                                                                 | Messico                                                               | Gold Cup 2013 - Semifinale                                            | 1                                                                     |                                                                       |
| 28-7-2013                                                             | Chicago                                                               | Stati Uniti                                                           | 1 – 0                                                                 | Panama                                                                | Gold Cup 2013 - Finale                                                | -                                                                     |                                                                       |
| 11-9-2013                                                             | Tegucigalpa                                                           | Honduras                                                              | 2 – 2                                                                 | Panama                                                                | Qual. Mondiali 2014                                                   | -                                                                     |                                                                       |
| 11-10-2013                                                            | Città del Messico                                                     | Messico                                                               | 2 – 1                                                                 | Panama                                                                | Qual. Mondiali 2014                                                   | -                                                                     | 78’                                                                   |
| 16-10-2013                                                            | Panama                                                                | Panama                                                                | 2 – 3                                                                 | Stati Uniti                                                           | Qual. Mondiali 2014                                                   | -                                                                     |                                                                       |
| 7-9-2014                                                              | Dallas                                                                | Costa Rica                                                            | 2 – 2                                                                 | Panama                                                                | Coppa centroamericana 2014 - 1º turno                                 | 1                                                                     |                                                                       |
| 11-9-2014                                                             | Houston                                                               | Nicaragua                                                             | 0 – 2                                                                 | Panama                                                                | Coppa centroamericana 2014 - 1º turno                                 | 1                                                                     |                                                                       |
| 12-10-2014                                                            | Santiago de Querétaro                                                 | Messico                                                               | 1 – 0                                                                 | Panama                                                                | Amichevole                                                            | -                                                                     | 60’ 73’                                                               |
| 8-2-2015                                                              | Carson                                                                | Stati Uniti                                                           | 2 – 0                                                                 | Panama                                                                | Amichevole                                                            | -                                                                     | 56’                                                                   |
| 1-4-2015                                                              | Panama                                                                | Panama                                                                | 2 – 1                                                                 | Costa Rica                                                            | Amichevole                                                            | 1                                                                     | 83’                                                                   |
| 4-6-2015                                                              | Panama                                                                | Panama                                                                | 1 – 1                                                                 | Ecuador                                                               | Amichevole                                                            | -                                                                     |                                                                       |
| 6-6-2015                                                              | Guayaquil                                                             | Ecuador                                                               | 4 – 0                                                                 | Panama                                                                | Amichevole                                                            | -                                                                     | 46’                                                                   |
| 8-7-2015                                                              | Frisco                                                                | Panama                                                                | 1 – 1                                                                 | Haiti                                                                 | Gold Cup 2015 - 1º turno                                              | -                                                                     |                                                                       |
| 11-7-2015                                                             | Foxborough                                                            | Honduras                                                              | 1 – 1                                                                 | Panama                                                                | Gold Cup 2015 - 1º turno                                              | -                                                                     |                                                                       |
| 13-7-2015                                                             | Kansas City                                                           | Stati Uniti                                                           | 1 – 1                                                                 | Panama                                                                | Gold Cup 2015 - 1º turno                                              | 1                                                                     |                                                                       |
| 19-7-2015                                                             | East Rutherford                                                       | Trinidad e Tobago                                                     | 1 – 1 dts (5 - 6 dtr)                                                 | Panama                                                                | Gold Cup 2015 - Quarti                                                | -                                                                     |                                                                       |
| 4-9-2015                                                              | Panama                                                                | Panama                                                                | 0 – 1                                                                 | Uruguay                                                               | Amichevole                                                            | -                                                                     |                                                                       |
| 8-9-2015                                                              | Mérida                                                                | Venezuela                                                             | 1 – 1                                                                 | Panama                                                                | Amichevole                                                            | -                                                                     | 51’ 77’                                                               |
| 14-11-2015                                                            | Kingston                                                              | Giamaica                                                              | 0 – 2                                                                 | Panama                                                                | Qual. Mondiali 2018                                                   | -                                                                     |                                                                       |
| 18-11-2015                                                            | Panama                                                                | Panama                                                                | 1 – 2                                                                 | Costa Rica                                                            | Qual. Mondiali 2018                                                   | -                                                                     |                                                                       |
| 9-1-2016                                                              | Panama                                                                | Panama                                                                | 4 – 0                                                                 | Cuba                                                                  | Play-off Copa América Centenario                                      | 1                                                                     |                                                                       |
| 26-3-2016                                                             | Port-au-Prince                                                        | Haiti                                                                 | 0 – 0                                                                 | Panama                                                                | Qual. Mondiali 2018                                                   | -                                                                     |                                                                       |
| 29-3-2016                                                             | Panama                                                                | Panama                                                                | 1 – 0                                                                 | Haiti                                                                 | Qual. Mondiali 2018                                                   | -                                                                     | 65’                                                                   |
| 29-5-2016                                                             | Commerce City                                                         | Panama                                                                | 0 – 2                                                                 | Brasile                                                               | Amichevole                                                            | -                                                                     | 46’                                                                   |
| 7-6-2016                                                              | Orlando                                                               | Panama                                                                | 2 – 1                                                                 | Bolivia                                                               | Coppa America Centenario - 1º turno                                   | 2                                                                     | 60’                                                                   |
| 11-6-2016                                                             | Chicago                                                               | Argentina                                                             | 5 – 0                                                                 | Panama                                                                | Coppa America Centenario - 1º turno                                   | -                                                                     | 6’ 75’                                                                |
| 4-9-2016                                                              | Panama                                                                | Panama                                                                | 2 – 0                                                                 | Giamaica                                                              | Qual. Mondiali 2018                                                   | -                                                                     |                                                                       |
| 8-9-2016                                                              | San José                                                              | Costa Rica                                                            | 3 – 1                                                                 | Panama                                                                | Qual. Mondiali 2018                                                   | -                                                                     | 76’                                                                   |
| 11-11-2016                                                            | San Pedro Sula                                                        | Honduras                                                              | 0 – 1                                                                 | Panama                                                                | Qual. Mondiali 2018                                                   | -                                                                     |                                                                       |
| 16-11-2016                                                            | Panama                                                                | Panama                                                                | 0 – 0                                                                 | Messico                                                               | Qual. Mondiali 2018                                                   | -                                                                     |                                                                       |
| 9-6-2017                                                              | San José                                                              | Costa Rica                                                            | 0 – 0                                                                 | Panama                                                                | Qual. Mondiali 2018                                                   | -                                                                     | 75’                                                                   |
| 14-6-2017                                                             | Panama                                                                | Panama                                                                | 2 – 2                                                                 | Honduras                                                              | Qual. Mondiali 2018                                                   | 1                                                                     | 80’                                                                   |
| 6-9-2017                                                              | Panama                                                                | Panama                                                                | 3 – 0                                                                 | Trinidad e Tobago                                                     | Qual. Mondiali 2018                                                   | -                                                                     |                                                                       |
| 6-10-2017                                                             | Orlando                                                               | Stati Uniti                                                           | 4 – 0                                                                 | Panama                                                                | Qual. Mondiali 2018                                                   | -                                                                     | 60’                                                                   |
| 10-10-2017                                                            | Panama                                                                | Panama                                                                | 2 – 1                                                                 | Costa Rica                                                            | Qual. Mondiali 2018                                                   | 1                                                                     |                                                                       |
| 14-11-2017                                                            | Cardiff                                                               | Galles                                                                | 1 – 1                                                                 | Panama                                                                | Amichevole                                                            | -                                                                     | 87’                                                                   |
| 22-3-2018                                                             | Brøndby                                                               | Danimarca                                                             | 1 – 0                                                                 | Panama                                                                | Amichevole                                                            | -                                                                     | 66’                                                                   |
| 30-5-2018                                                             | Panama                                                                | Panama                                                                | 0 – 0                                                                 | Irlanda del Nord                                                      | Amichevole                                                            | -                                                                     | 58’                                                                   |
| 6-6-2018                                                              | Oslo                                                                  | Norvegia                                                              | 1 – 0                                                                 | Panama                                                                | Amichevole                                                            | -                                                                     | 46’                                                                   |
| 18-6-2018                                                             | Soči                                                                  | Belgio                                                                | 3 – 0                                                                 | Panama                                                                | Mondiali 2018 - 1º turno                                              | -                                                                     | 73’                                                                   |
| 24-6-2018                                                             | Nižnij Novgorod                                                       | Inghilterra                                                           | 6 – 1                                                                 | Panama                                                                | Mondiali 2018 - 1º turno                                              | -                                                                     |                                                                       |
| Totale                                                                |                                                                       | Presenze (6º posto)                                                   | 122                                                                   |                                                                       | Reti (1º posto)                                                       | 43                                                                    |                                                                       |